# Chandler Parsons
Chandler Parsons (nascido em 25 de outubro de 1988) é um jogador de basquetebol norte-americano que atualmente está sem clube.
Ele jogou na Universidade da Flórida e foi selecionado pelo Houston Rockets como a 38ª escolha geral no Draft da NBA de 2011. Além dos Rockets, ele jogou no Dallas Mavericks, Memphis Grizzlies e no Atlanta Hawks.

## Primeiros anos
Parsons nasceu em Casselberry, Flórida, e frequentou a Lake Howell High School em Winter Park, Flórida. Ele ajudou a equipe de basquete do ensino médio de Lake Howell Silverhawks a avançar para a final do campeonato estadual de basquete da classe 5A da Flórida em 2005, 2006 e 2007, vencendo o título estadual em 2007. 
Em seu último ano, Parsons foi escolhido para a Primeira-Equipe Estadual e foi reconhecido como o MVP do campeonato estadual após marcar trinta pontos e pegar dez rebotes.

## Carreira universitária
Parsons aceitou uma bolsa esportiva para frequentar a Universidade da Flórida em Gainesville, Flórida, onde jogou pelo time de basquete masculino do Florida Gators do treinador Billy Donovan de 2007 a 2011. Parsons comentou que jogar por quatro anos com Donovan lhe dava vantagem sobre outros jogadores que deixou a equipe cedo.
Durante sua temporada de calouro, Parsons disputou 36 jogos e teve médias de 8,1 pontos e 4,0 rebotes mas os Gators não conseguiu participar do Torneio da NCAA.
Durante a temporada de 2008-09, Parsons viu mais tempo de jogo e sua pontuação, rebotes e assistências melhoraram em relação ao ano anterior. Apesar disso, os Gators mais uma vez não participaram do Torneio da NCAA.
Em sua terceira temporada, Parsons obteve médias de 12,4 pontos, 6,9 rebotes e 2,6 assistências por jogo. Os Gators foram convidados para o Torneio da NCAA, mas perderam para BYU na primeira rodada.
Durante a temporada de 2010-11, Parsons obteve uma média de 11,3 pontos e 7,8 rebotes em 34,1 minutos por jogo, enquanto levou os Gators ao melhor recorde regular da temporada na SEC. Em 8 de março de 2011, ele foi nomeado o Jogador do Ano da SEC de 2011, tornando-se o primeiro jogador de Florida a ganhar essa honra.
Os Gators também foram para o Torneio da NCAA pelo segundo ano consecutivo. Nas três primeiras rodadas do torneio, a equipe venceu UC Santa Barbara, UCLA e BYU. No Elite Oito, eles perderam perderam para Butler. 
Parsons se formou na Flórida com um diploma em telecomunicações.

## Carreira profissional

### Houston Rockets (2011-2014)

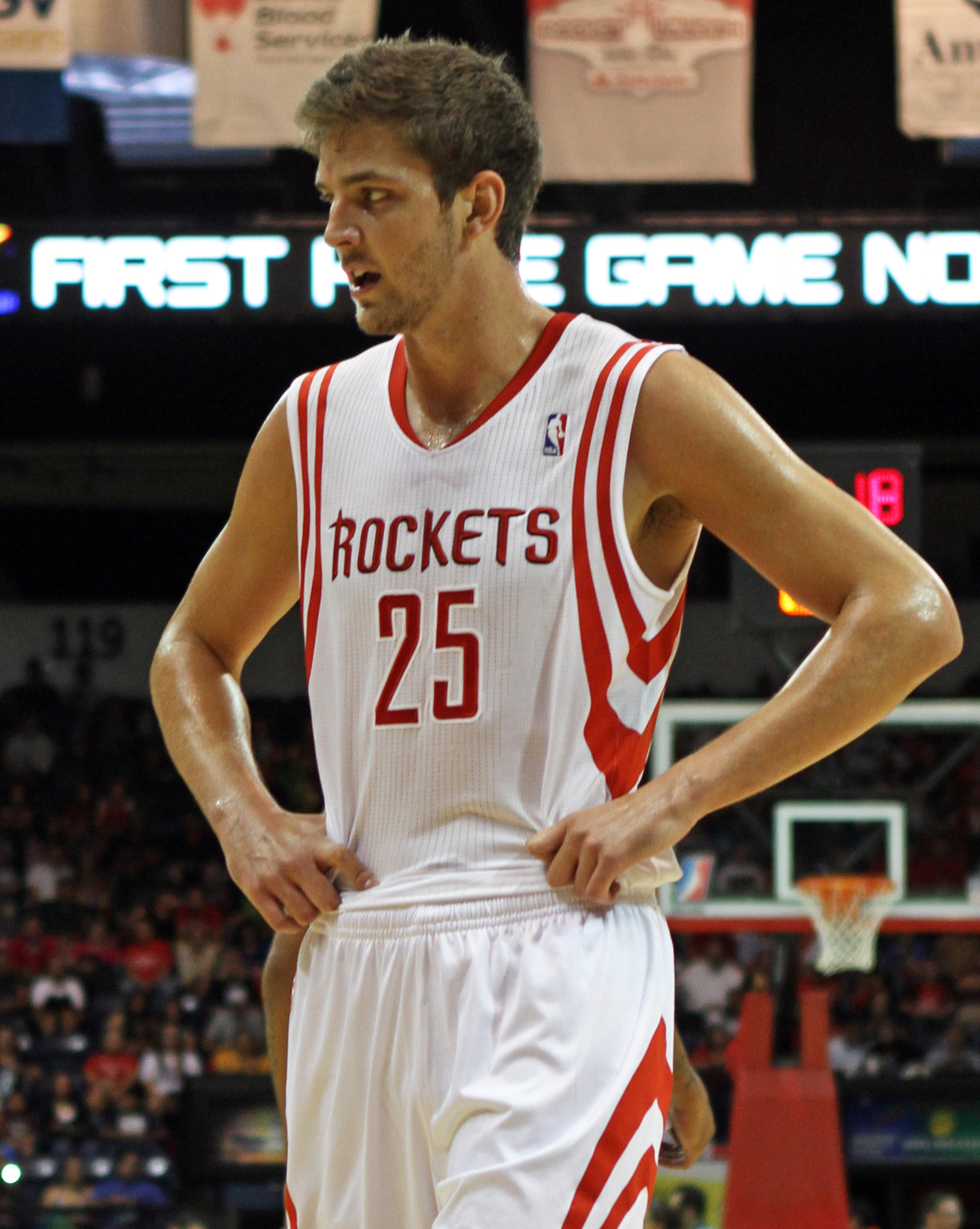
Parsons com os Rockets em outubro de 2012

Parsons foi selecionado pelo Houston Rockets com a 38ª escolha geral no Draft da NBA de 2011. Depois de jogar três jogos com o time francês Cholet Basket durante a greve da NBA em 2011, Parsons assinou com os Rockets em 18 de dezembro.
No último jogo da temporada dos Rockets em 22 de abril de 2012, Parsons marcou 23 pontos contra o Miami Heat. Nessa temporada, ele foi nomeado para a Segunda-Equipe do NBA All-Rookie.
Em 12 de novembro de 2012, Parsons marcou 25 pontos contra o Heat. Em 23 de novembro, ele marcou 31 pontos contra o New York Knicks. Em 3 de março de 2013, Parsons marcou 32 pontos em uma vitória de 136-103 sobre o Dallas Mavericks.
Em 24 de janeiro de 2014, Parsons marcou 34 pontos na carreira em 10 cestas de três pontos - todos no segundo tempo - em uma derrota de 88-87 para o Memphis Grizzlies. Ele estabeleceu um recorde da franquia de mais cestas de três pontos em um jogo.

### Dallas Mavericks (2014–2016)

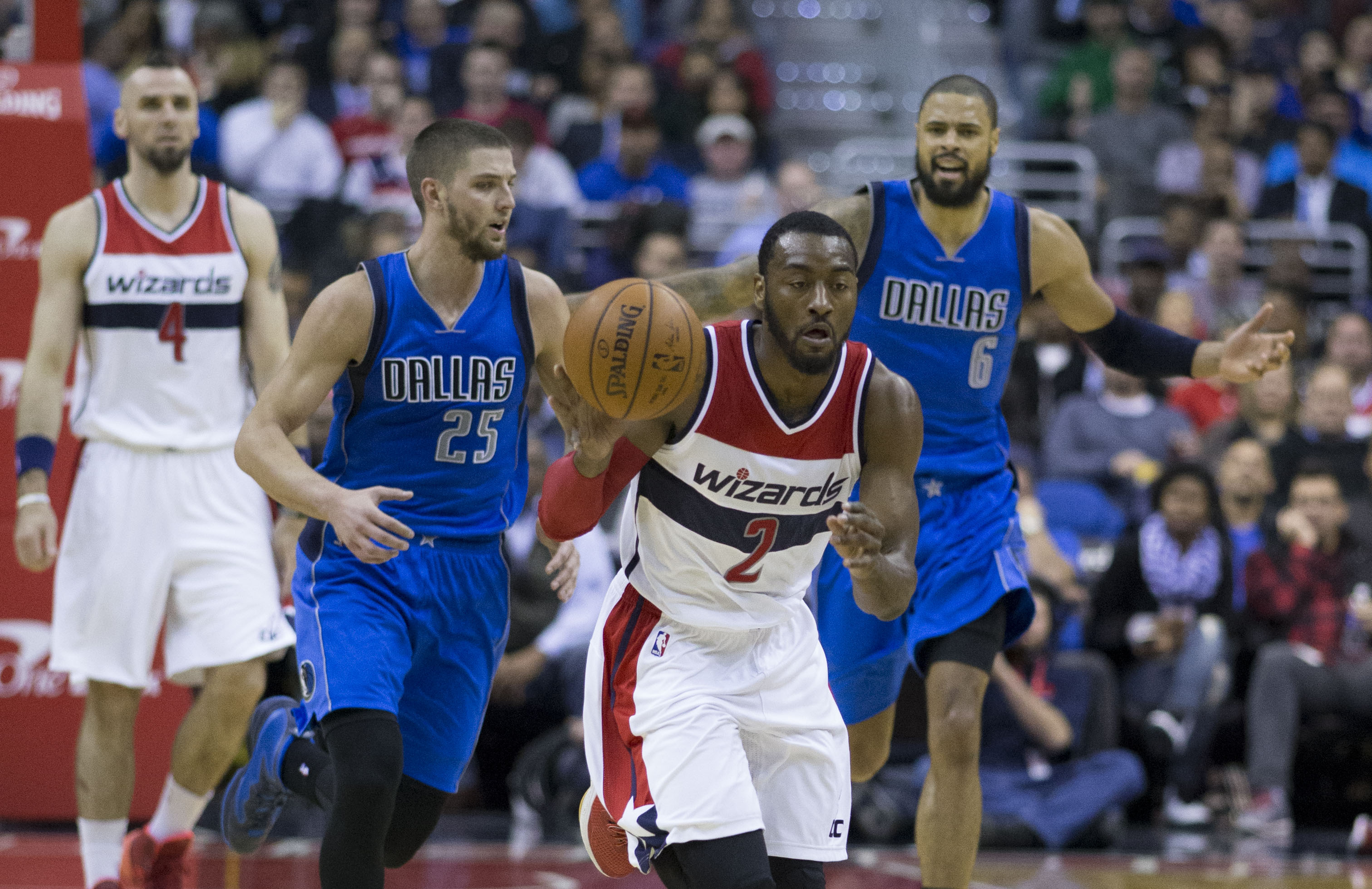
Parsons (# 25) com os Mavericks em novembro de 2014

Após a temporada de 2013-14, Parsons se tornou um agente livre restrito. Em 10 de julho de 2014, ele recebeu uma oferta de três anos e 46 milhões de dólares do Dallas Mavericks. Os Rockets se recusaram a igualar a oferta e Parsons assinou com os Mavericks em 15 de julho.
Em 17 de dezembro de 2014, Parsons marcou 32 pontos contra o Detroit Pistons. Em 8 de março de 2015, Parsons voltou à ação contra o Los Angeles Lakers após uma ausência de sete jogos com uma torção no tornozelo esquerdo. Parsons perdeu os últimos seis jogos da temporada regular devido a uma lesão no joelho direito. Ele jogou no Jogo 1 da série de playoffs da primeira rodada contra os Rockets mas depois perdeu o resto da série com a mesma lesão no joelho. Posteriormente, ele fez uma cirurgia no joelho em 1º de maio.
Parsons voltou à ação no terceiro jogo da temporada de 2015-16 mas lidou com estritas restrições de minutos nas primeiras seis semanas da temporada. Em 24 de janeiro de 2016, ele marcou 31 pontos em uma derrota de 115-104 para os Rockets. Em 25 de março, ele foi submetido a uma cirurgia bem-sucedida para tratar um menisco rasgado no joelho direito, afastando-o pelo resto da temporada.

### Memphis Grizzlies (2016–2019)
Em 7 de julho de 2016, Parsons assinou um contrato de vários anos com o Memphis Grizzlies. Nos primeiros treinamentos, Parsons fazia em tarefas leves pois estava em recuperação de uma cirurgia no joelho. Ele não jogou na pré-temporada ou nos seis primeiros jogos da temporada regular. 
Em 6 de novembro, ele estreou nos Grizzlies contra o Portland Trail Blazers, mas em 22 minutos, como titular, errou todas as oito cestas que tentou. Ele jogou em seis jogos pelos Grizzlies antes de perder os 17 jogos seguintes com uma contusão no osso do joelho esquerdo, retornando à equipe em 21 de dezembro contra o Detroit Pistons. Em 13 de março de 2017, ele foi descartado indefinidamente após ser diagnosticado com uma ruptura parcial do menisco no joelho esquerdo. Posteriormente, ele perdeu o resto da temporada com uma terceira lesão no joelho em três anos.
Em 28 de outubro de 2017, Parsons marcou 24 pontos em 6 cestas de 3 pontos em uma vitória de 103-89 sobre o Houston Rockets. Os 24 pontos de Parsons foram os melhores em 39 jogos com Memphis. Chandler teve uma passagem prolongada à margem entre o final de dezembro e meados de fevereiro devido à dor no joelho direito.
Parsons conquistou um lugar na equipe titular para a temporada de 2018-19, mas apenas jogou nos três primeiros jogos antes de ser deixado de lado com dor no joelho direito. Até o final de dezembro, Parsons ainda era marginalizado por ordem da organização, apesar de ter recebido autorização médica para retornar em 21 de dezembro. Os Grizzlies queriam que Parsons passasse algum tempo na G-League com sua equipe afiliada, Memphis Hustle, antes decidir retornar Parsons à lista ativa dos Grizzlies. Parsons estava disposto a jogar na G-League, mas queria um plano mais claro e um cronograma que o devolvesse ao elenco ativo dos Grizzlies. Como resultado, em 6 de janeiro, ele deixou a equipe indefinidamente enquanto os dois lados trabalhavam para estruturar uma resolução sobre seu futuro. 
Em 9 de fevereiro, foi anunciado que Parsons retornaria aos Grizzlies após o intervalo do All-Star Game. Em 22 de fevereiro, depois de não jogar desde o terceiro jogo da temporada, Parsons voltou à rotação, jogando quase 20 minutos e marcando três pontos em uma derrota por 112-106 para o Los Angeles Clippers.

### Atlanta Hawks (2019-2020)
Em 6 de julho de 2019, Parsons foi negociado com o Atlanta Hawks em troca de Solomon Hill e Miles Plumlee.
Em 15 de janeiro de 2020, Parsons foi atropelado por um motorista bêbado, sofrendo uma concussão. Ele jogou em cinco jogos com o Hawks antes do acidente. Em 20 de janeiro, o advogado de Parsons anunciou que seus ferimentos poderiam terminar sua carreira.
Em 5 de fevereiro, Parsons foi dispensado pelos Hawks.

## Vida pessoal
Em dezembro de 2013, Parsons apareceu em anúncios impressos e em vídeo da linha Buffalo David Bitton da Iconix Brand Group com a modelo Ashley Sky para a linha da primavera de 2014.
Em 2014, Parsons assinou um contrato de patrocínio com a empresa chinesa de calçados Anta. O contrato de cinco anos é avaliado em US $ 1 milhão por ano.
Ele assinou acordos de patrocínio com a empresa chinesa de telecomunicações ZTE e com a fabricante de vestuário Stance.

## Estatísticas na NBA

### NBA

#### Temporada Regular
| Ano      | Equipe   | PJ  | MPJ  | AP   | 3P   | LL   | RT  | AS  | BR  | TO | PPJ  |
| -------- | -------- | --- | ---- | ---- | ---- | ---- | --- | --- | --- | -- | ---- |
| 2011–12  | Houston  | 63  | 28.6 | .452 | .337 | .551 | 4.7 | 2.1 | 1.2 | .5 | 9.5  |
| 2012–13  | Houston  | 76  | 36.3 | .486 | .385 | .729 | 5.3 | 3.5 | 1.0 | .4 | 15.5 |
| 2013–14  | Houston  | 74  | 37.6 | .472 | .370 | .742 | 5.5 | 4.0 | 1.2 | .4 | 16.6 |
| 2014–15  | Dallas   | 66  | 33.1 | .462 | .380 | .720 | 4.9 | 2.4 | 1.0 | .3 | 15.7 |
| 2015–16  | Dallas   | 61  | 29.5 | .492 | .416 | .684 | 4.7 | 2.8 | .8  | .3 | 13.7 |
| 2016–17  | Memphis  | 34  | 19.9 | .338 | .269 | .814 | 2.5 | 1.6 | .6  | .1 | 6.2  |
| 2017–18  | Memphis  | 36  | 19.2 | .462 | .421 | .630 | 2.5 | 1.9 | .5  | .3 | 7.9  |
| 2018–19  | Memphis  | 25  | 19.8 | .374 | .309 | .880 | 2.8 | 1.7 | .8  | .2 | 7.5  |
| 2019–20  | Atlanta  | 5   | 10.8 | .278 | .286 | —    | 1.4 | .6  | .8  | .2 | 2.8  |
| Carreira | Carreira | 440 | 30.1 | .462 | .373 | .713 | 4.5 | 2.7 | .9  | .3 | 12.7 |

#### Playoffs
| Ano      | Equipe   | PJ | MPJ  | AP   | 3P   | LL   | RT  | AS  | BR | TO | PPJ  |
| -------- | -------- | -- | ---- | ---- | ---- | ---- | --- | --- | -- | -- | ---- |
| 2013     | Houston  | 6  | 39.7 | .452 | .400 | .643 | 6.5 | 3.7 | .2 | .3 | 18.2 |
| 2014     | Houston  | 6  | 41.7 | .438 | .361 | .733 | 6.8 | 2.3 | .7 | .3 | 19.3 |
| 2015     | Dallas   | 1  | 37.0 | .333 | .000 | —    | 6.0 | 2.0 | .0 | .0 | 10.0 |
| Carreira | Carreira | 13 | 40.4 | .437 | .363 | .690 | 6.6 | 2.9 | .4 | .3 | 18.1 |

### Universitário
| Ano      | Equipe   | PJ  | MPJ  | AP   | 3P   | LL   | RT  | AS  | BR  | TO | PPJ  |
| -------- | -------- | --- | ---- | ---- | ---- | ---- | --- | --- | --- | -- | ---- |
| 2007–08  | Florida  | 36  | 20.7 | .472 | .324 | .627 | 4.0 | 1.4 | .5  | .2 | 8.1  |
| 2008–09  | Florida  | 36  | 26.0 | .460 | .301 | .557 | 5.7 | 1.8 | 1.1 | .4 | 9.2  |
| 2009–10  | Florida  | 34  | 31.0 | .493 | .358 | .662 | 6.9 | 2.6 | 1.1 | .1 | 12.4 |
| 2010–11  | Florida  | 36  | 34.1 | .480 | .368 | .557 | 7.8 | 3.8 | .9  | .4 | 11.3 |
| Carreira | Carreira | 142 | 27.9 | .477 | .337 | .611 | 6.0 | 2.4 | .9  | .3 | 10.2 |

Fonte: